# Wrestle Kingdom (jeu vidéo)
Wrestle Kingdom (レッスルキングダム, Ressuru Kingudamu) est un jeu vidéo de catch produit par Yuke's, sur les consoles Xbox 360 et PlayStation 2 au Japon. Le jeu inclut des catcheurs de la New Japan Pro Wrestling, All Japan Pro Wrestling, Pro Wrestling Noah et quelques agents libres du circuit indépendant.

## Système de jeu
Le jeu est sorti le 22 décembre 2005 mais fut retiré de la vente quelques heures après sa sortie sur Xbox 360 à la suite d'un bug de dernière minute, empêchant la sauvegarde sur le disque dur. Le jeu fut remis en vente dès le 19 janvier 2006. Le jeu est ensuite sorti sur PS2 en juillet 2006.

## Roster

### New Japan Pro Wrestling
- Shinsuke Nakamura
- Hiroshi Tanahashi
- Masked Devilock (Caché)
- Hiroyoshi Tenzan
- Yuji Nagata
- Manabu Nakanishi
- Tatsumi Fujinami
- Jushin Thunder Liger
- Shodai Tiger Mask (Caché)
- Tiger Mask
- Koji Kanemoto
- Minoru Tanaka
- Wataru Inoue
- Jado
- Gedo
- Antonio Inoki (Caché)
- Brock Lesnar (Exclusivement sur PS2)
- Giant Bernard (Exclusivement sur PS2)

### All Japan Pro Wrestling
- Keiji Mutō
- The Great Muta (Caché)
- Satoshi Kojima
- Arashi
- Taiyō Kea
- Kaz Hayashi

### Pro Wrestling Noah
- Mitsuharu Misawa
- Kenta Kobashi
- Jun Akiyama
- Akira Taue
- Takeshi Rikio
- Takeshi Morishima
- Yoshinari Ogawa
- Muhammad Yone
- Naomichi Marufuji
- KENTA
- Yoshinobu Kanemaru
- Takashi Sugiura

### Agents libres
- Yoshihiro Takayama
- Toshiaki Kawada
- Genichiro Tenryu
- Kensuke Sasaki
- Riki Choshu
- Kazunari Murakami
- Katsuyori Shibata
- Shinya Hashimoto
- Osamu Nishimura
- Jamal
- Kazuyuki Fujita (Exclusivement sur Xbox 360)